# Aaron Horvath
Aaron James Horvath (nascut el 19 d'agost de 1980) és un animador, guionista, productor i director nord-americà. És conegut principalment pel desenvolupament de Teen Titans Go! juntament amb Michael Jelenic per a Cartoon Network, així com dirigir Super Mario Bros.: La pel·lícula (2023) juntament amb Jelenic. Horvath va fer el seu debut com a director al llargmetratge Teen Titans Go! To the Movies (2018), que va dirigir juntament amb Peter Rida Michail.

## Filmografia

### Pel·lícules
| Any  | Títol                                | Càrrec                       | Notes                |
| ---- | ------------------------------------ | ---------------------------- | -------------------- |
| 2010 | The Drawn Together Movie: The Movie! | Guionista principal          |                      |
| 2018 | Teen Titans Go! To the Movies        | Director Productor Guionista | Debut com a director |
| 2019 | Teen Titans Go! Vs. Teen Titans      | Productor executiu           |                      |
| 2023 | Super Mario Bros.: La pel·lícula     | Director                     |                      |

### Televisió
| Any       | Títol                                    | Càrrec                       | Notes                     |
| --------- | ---------------------------------------- | ---------------------------- | ------------------------- |
| 2003      | Kid Notorious                            | Dissenyador de personatges   |                           |
| 2005      | The Buzz on Maggie                       | Animador                     |                           |
| 2006      | Yin Yang Yo!                             | Animador assistent           | No apareix en els crèdits |
| 2007–2008 | El Tigre: The Adventures of Manny Rivera | Animador flash               |                           |
| 2008      | Cranberry Christmas                      | Animador                     |                           |
| 2010–2011 | Mad                                      | Director Animador            |                           |
| 2013–2020 | Teen Titans Go!                          | Productor Director Guionista |                           |
| 2014      | Elf: Buddy's Musical Christmas           | Guionista Productor          |                           |
| 2017–2020 | Unikitty!                                | Productor supervisor         |                           |

### Videojocs
| Any  | Títol           | Càrrec    | Notes |
| ---- | --------------- | --------- | ----- |
| 2015 | Lego Dimensions | Guionista |       |